# Clistopyga chaconi
Clistopyga chaconi là một loài tò vò trong họ Ichneumonidae.